# 波布克
49°4′36″N 23°36′34″E / 49.07667°N 23.60944°E
波布克（烏克蘭語：Побук），是烏克蘭的村庄，位於該國西部利沃夫州，由斯特雷區斯科萊市鎮負責管轄，始建於1588年，面積2.6平方公里，海拔高度419米，2001年人口239，人口密度每平方公里91.89人。